# Автоинъектор эпинефрина
Автоинъектор эпинефрина (известный под торговой маркой EpiPen) — медицинское устройство для введения отмеренной дозы или доз  синтетического адреналина (эпинефрина) с помощью автоинъекторной технологии. Чаще всего его используют для лечения анафилаксии. Первый автоинъектор адреналина был представлен на рынке в 1983 году.

## Медицинское использование

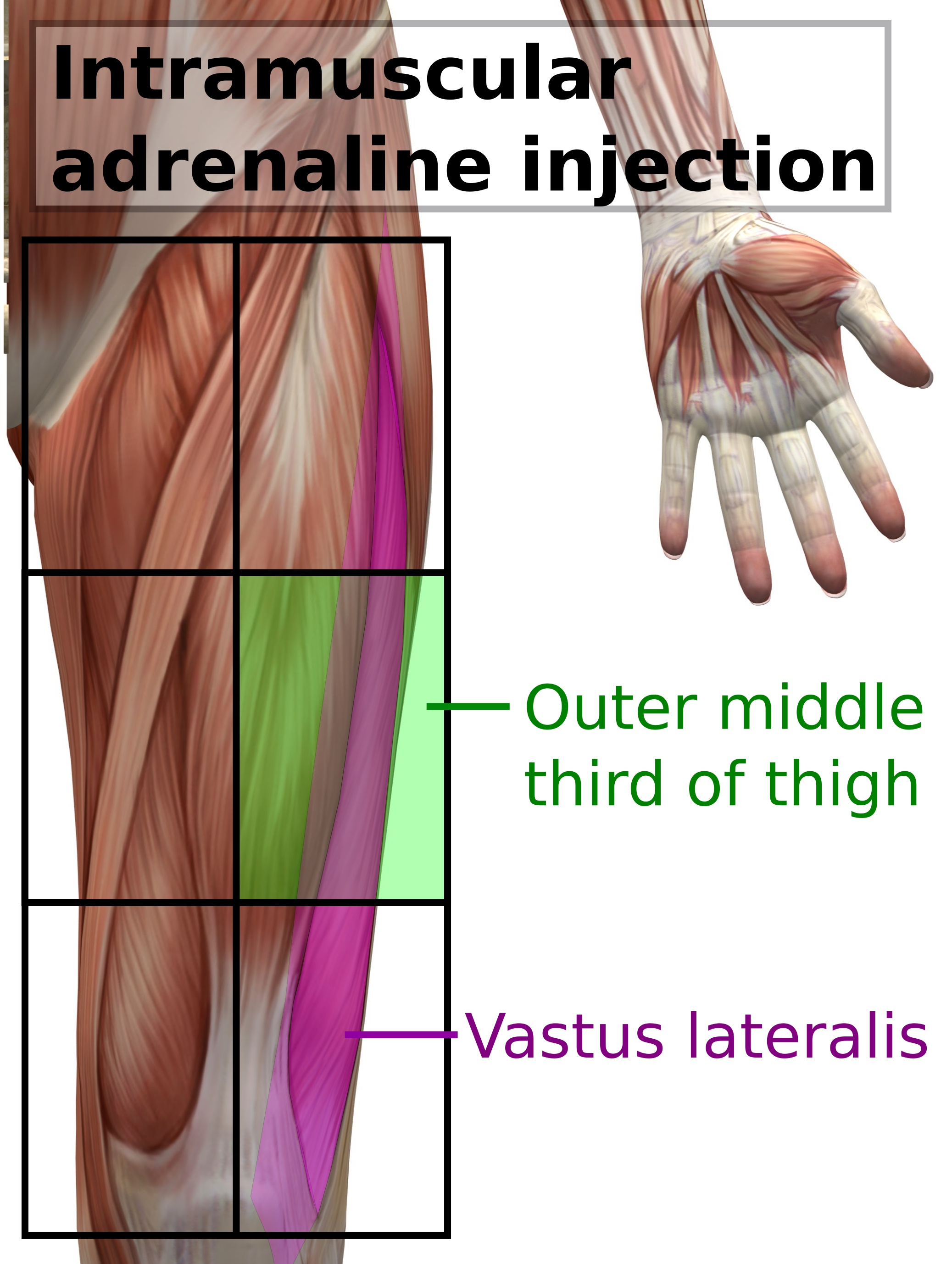
Место латеральной широкой мышцы для внутримышечных инъекций.

Автоинъекторы адреналина (эпинефрина) — инъекторы для купирования приступов тяжелой аллергией; является средством неотложной помощи при анафилаксии.
При подозрении на анафилаксию раствор адреналина следует ввести как можно скорее внутримышечно, в середину внешней стороны бедра, что соответствует расположению латеральной широкой мышцы бедра. Инъекцию можно повторять каждые 5–15 минут, если реакция недостаточна. Вторая доза необходима в 16–35% случаев. Кому может потребоваться вторая инъекция заранее неясно. Внутримышечный путь введения предпочтительнее подкожного введения, поскольку последнее может иметь замедленное всасывание. Незначительные побочные эффекты адреналина включают тремор, беспокойство, головные боли и сердцебиение.
Адреналин в автоинжекторах имеет срок годности один год. Исследование на кроликах показало, что после истечения срока годности внутримышечный адреналин теряет эффективность; в этом исследовании также было рекомендовано, что, если лекарство в устройстве с истекшим сроком годности не начало осаждаться (если раствор не мутный и не содержит частиц), использование устройства с истекшим сроком годности  в чрезвычайной ситуации лучше, чем отсутствие инъекции вообще.

## Конструкция

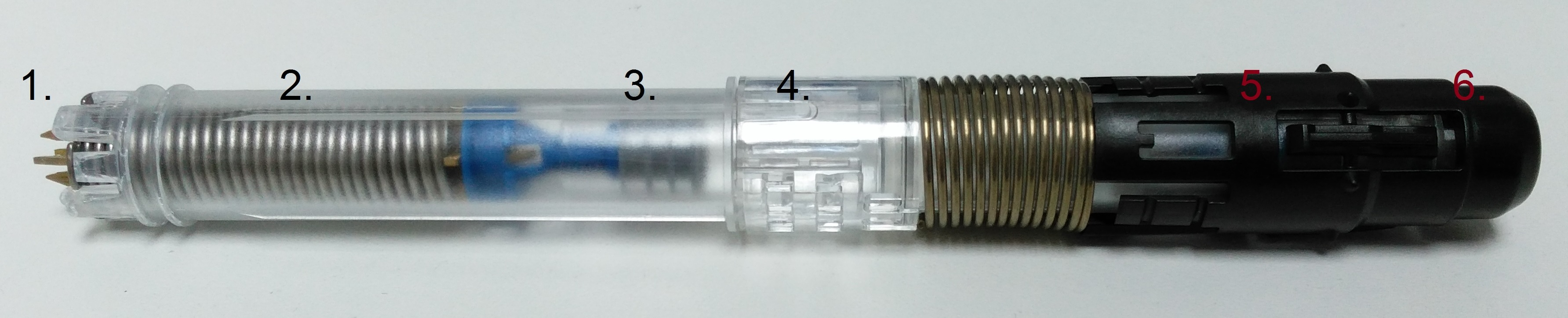
Внутренний механизм автоинъектора адреналина. 1. Четыре защелки, надежно удерживающие поршень. 2. Нагруженная пружина, приводящая в движение поршень и иглу (вправо). 3. Поршень. 4. Адреналиновый раствор. 5. Внешний корпус. При втягивании вверх (влево) игла обнажается и приводит в действие механизм защелки. Позже пружинит и закрывает иглу после использования. 6. Игла выходит через защитный барьер, когда она прижимается к коже.

Устройства содержат фиксированную дозу адреналина и подпружиненную иглу (или, в случае AuviQ, иглу с газовым приводом)
Люди, которым прописаны автоинъекторы адреналина, должны быть обучены использованию конкретного прописанного устройства.  Частота непреднамеренных инъекций с использованием этих устройств неизвестна, но обзор 2009 года показал, что этот показатель растет. Непреднамеренные инъекции примерно в 90%  случаев делаются в палец; они вызывают сильную локальную боль, но обычно полностью проходят . Причиной непреднамеренных инъекций объясняют недостатки конструкции, когда устройство ошибочно принимают за ручку или пользователь ошибается, на каком конце устройства находится игла.

## История
Автоинъекторы изначально были разработаны для быстрого введения противоядий от нервно-паралитических газов в наборах, подобных Mark I NAAK. Первый современный автоинъектор адреналина, EpiPen, был изобретен в середине 1970-х годов Шелдоном Капланом, сотрудником компании Survival Technology в Бетесде, штат Мэриленд, США   и впервые был одобрен для продажи  в 1987 году.
Одним из людей, которые помогали в создании EpiPen, был Ричард Б. Торен. У него возникла идея использовать эту технологию при аллергических реакциях, потому что у его дочери была аллергия на пчел, и ей приходилось носить с собой сложный набор, если ее когда-нибудь ужалили. Затем он помог немного изменить технологию, чтобы создать нынешний дизайн EpiPen.

## Общество и культура

### Бренды
По состоянию на 2015 год в различных частях Европы были доступны следующие автоинъекторы адреналина: Adrenalina WZF, Адреналин (адреналин) 1 к 1000 раствор для инъекций, автоинжектор BP, Altellus, Anapen, Emerade, EpiPen, Fastjekt, FastPen и Jext. По состоянию на 2018 год в США были доступны три фирменных продукта: Adrenaclick, Auvi-Q и EpiPen.
По состоянию на 2020 год в Канаде доступны автоинъекторы трех марок: Allerject, Emerade и EpiPen. Один непатентованный автоинъектор был одобрен Министерством здравоохранения Канады, но в продажу не поступал. С 2015 по 2020 год единственным автоинъектором, продаваемым в Канаде, был EpiPen, и проблемы с производством привели к нехватке поставок в этот период.  Во время нехватки инжекторов EpiPen в 2018 году Министерство здравоохранения Канады временно разрешило импорт автоинъекторов Auvi-Q из США.
По состоянию на 2005 год автоинъекторы адреналина не были доступны в большинстве развивающихся стран.